# 토마스 덴네르뷔
토마스 렌나르트 덴네르뷔(스웨덴어: Thomas Lennart Dennerby, 1959년 8월 13일~)는 스웨덴의 축구 선수, 지도자이다. 선수 시절 포지션은 미드필더이며 스웨덴 여자 대표팀과 나이지리아 여자 대표팀 감독을 거쳐 현재 인도 여자 대표팀의 감독을 맡고 있다.

## 선수 시절

### 클럽
1977년 함마르뷔 IF에서 프로 선수 생활을 시작했다. 1985년까지 함마르뷔의 주축 미드필더로 활약하며 1982년 알스벤스칸 리그 준우승, 1982-83 스웨덴컵 준우승 등에 기여했다. 1985년부터 1987년까지 스포르베겐스 IF에서 활동하다가 10년간의 프로 선수 생활을 마무리했다.

### 국가대표팀
스웨덴 U-21 대표팀 선수로 활동했다. 한때 경찰관으로 근무하기도 했으나 성인 대표팀과는 인연을 맺지 못했다.

## 지도자 경력
2001년 친정팀인 함마르뷔의 코치로 활동하며 팀의 사상 첫 리그 우승을 이끌었고 2003-04 시즌에는 유르고르덴 IF의 감독을 역임하기도 했으며 2005년부터 2012년까지는 스웨덴 여자 대표팀의 감독을 역임하며 2009년 알가르브컵 우승, 3번의 알가르브컵 3위(2006, 2007, 2010), 2011년 FIFA 여자 월드컵 3위, 2008년 하계 올림픽과 2012년 하계 올림픽 8강 진출 등을 이끌었다.
그 후 2017년부터 2019년까지 나이지리아 여자 대표팀의 감독을 맡으며 2018년 아프리카 여자 네이션스컵 우승, 2019년 FIFA 여자 월드컵 16강 진출을 이끌었고 2019년부터 2021년까지 인도 U-17 여자 국가대표팀의 감독을 역임하다가 2021년 8월 인도 여자 성인대표팀의 감독으로 정식 취임했다.

## 수상

### 클럽 (선수)
함마르뷔 IF
- 알스벤스칸 : 준우승 (1982)
- 스웨덴컵 : 준우승 (1982-83)

### 클럽 (지도자)
함마르뷔 IF
- 알스벤스칸 : 우승 (2001)

### 국가대표팀 (지도자)
스웨덴 (여자)
- FIFA 여자 월드컵 : 3위 (2011)
- 알가르브컵 : 우승 (2009), 3위 (2006, 2007, 2010)

 나이지리아 (여자)
- 아프리카 여자 네이션스컵 : 우승 (2018)

### 개인
- 스웨덴 올해의 지도자상 : 2004
- CAF 어워즈 올해의 여자팀 지도자상 후보 : 2019